# Великоселье (Черновицкая область)
Великоселье (укр. Великосілля) — село в Герцаевской городской общине Черновицкого района Черновицкой области Украины.
Население по переписи 2001 года составляло 1019 человек. Почтовый индекс — 60511. Телефонный код — 3740. Код КОАТУУ — 7320783002.

## История
В 1946 г. Указом ПВС УССР село Сату-Маре переименовано в Великоселье.
До 2020 года входило в Герцаевский район